# Єришівка (Воронезька область)
Єришівка (рос. Ерышёвка) — село у Павловському районі Воронезької області Російської Федерації.
Населення становить 803 особи. Входить до складу муніципального утворення Єришевське сільське поселення.

## Історія
Населений пункт розташований у межах суцільної української етнічної території, на теренах Східної Слобожанщини.
Від 1928 року належить до Павловського району, спочатку у складі Центрально-Чорноземної області, а від 1934 року — Воронезької області.
Згідно із законом від 15 жовтня 2004 року входить до складу муніципального утворення Єришевське сільське поселення.

## Населення
| 2005 | 2006  | 2007  | 2008  | 2009  | 2010  | 2012 |
| ---- | ----- | ----- | ----- | ----- | ----- | ---- |
| 1007 | ↘1004 | ↗1006 | ↘1004 | →1004 | ↗1010 | ↘965 |
| 2013 | 2014  | 2015  | 2016  | 2017  | 2018  |      |
| ↘956 | ↘916  | ↘901  | ↘894  | ↘855  | ↘803  |      |